# Pirané (departement)
Pirané is een departement in de Argentijnse provincie Formosa. Het departement (Spaans:  departamento) heeft een oppervlakte van 8.425 km² en telt 64.023 inwoners.

## Plaatsen in departement Pirané
- El Colorado
- Mayor Vicente Villafañe
- Palo Santo
- Pirané
- Villa Dos Trece